# Sarcophaga shresthai
Sarcophaga shresthai är en tvåvingeart som först beskrevs av Tadao Kano och Shinonaga 1969.  Sarcophaga shresthai ingår i släktet Sarcophaga och familjen köttflugor.
Artens utbredningsområde är Nepal. Inga underarter finns listade i Catalogue of Life.